# Etagegn Woldu
Etagegn Woldu (ur. 10 maja 1996) – etiopska lekkoatletka specjalizująca się w biegach długodystansowych.
Finalistka juniorskich mistrzostw świata w biegu na 3000 metrów (Eugene 2014). Złota medalistka mistrzostw Afryki juniorów z 2015 roku. Podwójna medalistka mistrzostw świata w biegach przełajowych w Guiyangu (2015). 
Rekordy życiowe: bieg na 3000 metrów – 9:02,17 (14 czerwca 2014, Sotteville-lès-Rouen); bieg na 5000 metrów – 15:11,42 (5 czerwca 2014. Rzym). 

## Osiągnięcia indywidualne
| Rok  | Impreza                                   | Miejsce     | Konkurencja               | Pozycja     | Wynik    |
| ---- | ----------------------------------------- | ----------- | ------------------------- | ----------- | -------- |
| 2014 | Mistrzostwa świata juniorów               | Eugene      | bieg na 3000 m            | 5. miejsce  | 9:06,42  |
| 2015 | Mistrzostwa Afryki juniorów               | Addis Abeba | bieg na 5000 m            | 1. miejsce  | 17:02,71 |
| 2015 | Mistrzostwa świata w biegach przełajowych | Guiyang     | bieg juniorek na ok. 6 km | 3. miejsce  | 19:53    |
| 2016 | Mistrzostwa Afryki w biegach przełajowych | Jaunde      | bieg seniorek na ok. 7 km | 19. miejsce | 35:19    |